# Laminacauda tristani
Laminacauda tristani är en spindelart som beskrevs av Alfred Frank Millidge 1985. Laminacauda tristani ingår i släktet Laminacauda och familjen täckvävarspindlar.
Artens utbredningsområde är Tristan da Cunha. Inga underarter finns listade i Catalogue of Life.